# Mia Hermansson-Högdahl
Mia Hermansson-Högdahl (* 6. Mai 1965 in Göteborg) ist eine ehemalige schwedische Handballspielerin, die 1994 zur Welthandballerin gewählt wurde.

## Karriere
Hermansson-Högdahl lief in ihrer Karriere für die Vereine HP Warta, Tyresö HF, Byåsen IL, Hypo Niederösterreich sowie Valencia auf. In den Spielzeiten 1984/85 und 1986/87 gewann sie die Torschützenkrone der schwedischen Elitserien. Weiterhin absolvierte sie 216 Länderspiele in der schwedischen Nationalmannschaft. Mit 1091 erzielten Länderspieltoren ist sie die Rekordtorschützin der schwedischen Auswahl.
Zwischen 2003 und 2008 war sie als Assistenztrainerin beim norwegischen Erstligisten Levanger HK tätig. Hermansson-Högdahl gehörte ab dem Jahre 2009 zum Trainerstab der norwegischen Nationalmannschaft. Im Sommer 2020 beendete sie diese Tätigkeit. Im Mai 2025 übernahm sie den norwegischen Zweitligisten Utleira IL.

## Erfolge
- Norwegische Meisterschaft 1988, 1990, 1998
- Norwegischer Pokalsieg 1988, 1989, 1991
- Österreichische Meisterschaft 1993, 1994, 1995, 1996
- Österreichischer Pokalsieg 1993, 1994, 1995, 1996
- Champions League 1994, 1995
- EHF-Pokal 2000

## Auszeichnungen
- Welthandballerin 1994

## Sonstiges
Mia Hermansson-Högdahl ist mit dem norwegischen Handballtrainer Arne Høgdahl verheiratet. Ihre Tochter Moa spielt ebenfalls Handball.